# Charles Hubbard
Pour les articles homonymes, voir Hubbard.
Charles Hubbard (né le 29 octobre 1940 à Newcastle, Nouveau-Brunswick et mort le 12 février 2020) est un homme politique canadien. Il a été le député fédéral de Miramichi au Nouveau-Brunswick pour le Parti libéral du Canada.